# Никонова, Нина Ивановна
Нина Ивановна Никонова (25 июня 1933 года, д. Стефаново, Горецкий район, Могилёвская область — 26 ноября 2003 года, Шклов, Могилёвская область) — Герой Социалистического Труда (1971), Заслуженный работник сельского хозяйства Белорусской ССР.

## Биография
В 1958 году окончила Белорусскую сельскохозяйственную академию.
После окончания академии была направлена на работу главным агрономом в колхоз им. Кирова Шкловского района. Зарекомендовала себя умелым руководителем сельскохозяйственного производства. Много внимания уделяла вопросам развития земледелия, дальнейшего наращивания объемов производства и заготовок зерна, картофеля, льнопродукции на основе широкого использования достижений науки и передового опыта.
Это позволяло колхозу при любой погоде получать стабильно высокие урожаи. За счет интенсивного использования земли, внедрения в производство высокоурожайных кормовых культур в хозяйстве создана прочная кормовая база для общественного стада.
В 1983 году Н. И. Никоновой присвоено звание Героя Социалистического Труда. Заслуженный работник сельского хозяйства Белорусской ССР.
Умерла 26 ноября 2003 года.

## Награды
- Медаль «Серп и Молот»
- Два ордена Ленина
- Орден Октябрьской Революции
- Орден «Знак Почёта»
- Медали ВДНХ СССР
- Почётная грамота Верховного Совета БССР